# Madeleine Schüpfer
Madeleine Schüpfer (* 25. Juni 1938 in Olten) ist eine Schweizer Lyrikerin,
Kulturjournalistin und Deutschlehrerin.

## Leben
Schüpfer studierte Germanistik, Kunstgeschichte und Theaterwissenschaften an der Universität Zürich. Von 1993 bis 2001 war sie Stadträtin in Olten. Sie war „Medienpreisträgerin Literatur – Kopf des Jahres“.